# Mylabris vestita
Mylabris vestita là một loài bọ cánh cứng trong họ Meloidae. Loài này được Reiche in Ferret & Galin miêu tả khoa học năm 1849.